# Ersoy Yıldırım
Ersoy Yıldırım (* 10. Januar 1962 in Sariz Daridere) ist ein türkischer Schriftsteller, der in der Schweiz lebt. Seine Gedichte und Kurzgeschichten sind in türkischer Sprache erschienen und bisher nicht in andere Sprachen übersetzt worden.

## Leben
Ersoy Yıldırım besuchte die Grundschule, die Oberstufe und das Gymnasium in Kadirli (damals noch zu Adana gehörig). Bis zum Militärputsch in der Türkei vom 12. September 1980 und der Verhängung des Ausnahmezustandes durch die Armee lebte Ersoy Yıldırım in der Türkei, danach  ließ er sich in der Schweiz nieder.
Lange konzentrierte er sich auf Gedichte und Kurzgeschichten. Im Jahr 2003 erschien die erste Ausgabe von Siirler - düs hayat, die keine hohe Auflage erreichte. Dann folgten weitere Ausgaben mit Gedichten und Kurzgeschichten. Cennetten kopan dansti Tamara war das erste Buch von Ersoy Yıldırım. Im Januar 2011 erschien Kimliksiz Mavi.
Mit Hilfe von Deluxe IT ist seit November 2010 ein Projekt im Gange, das wöchentlich Gedichte und Kurzgeschichten auf seiner offiziellen Webseite veröffentlicht. Diese Einträge sollen Migranten im deutschsprachigen Raum ansprechen.
Im Film DU&ICH nahm Ersoy Yıldırım, die Rolle des Familienvaters an. Der Film gewann den Schweizer Filmpreis 2012.

## Werke
- Siirler – düs ve hayat. 2003.
- Tanrinin ugramadi yer. 2005.
- Lanetli Sehir. 2007.
- Cennetten kopan dansti Tamara. 2007, ISBN 978-975-9187-49-1.
- Kimliksiz Mavi. 2011, ISBN 978-605564640-0.
- Hiç. 2012, ISBN 978-605564676-9.
- Avşar Ağıdı. 2014 ISBN 978-605472365-2.

## Filmografie
- 2012: DU&ICH[2]
- 2014: Schweizer Helden[3]